# Gravisauria
Gravisauria („těžcí ještěři“) je klad dávno vyhynulých sauropodomorfních dinosaurů, žijících od období rané jury až po konec křídy (zhruba před 197 až 66 miliony let). Klad byl formálně stanoven v roce 2008 v rámci formálního popisu marockého druhu Tazoudasaurus naimi.

## Popis

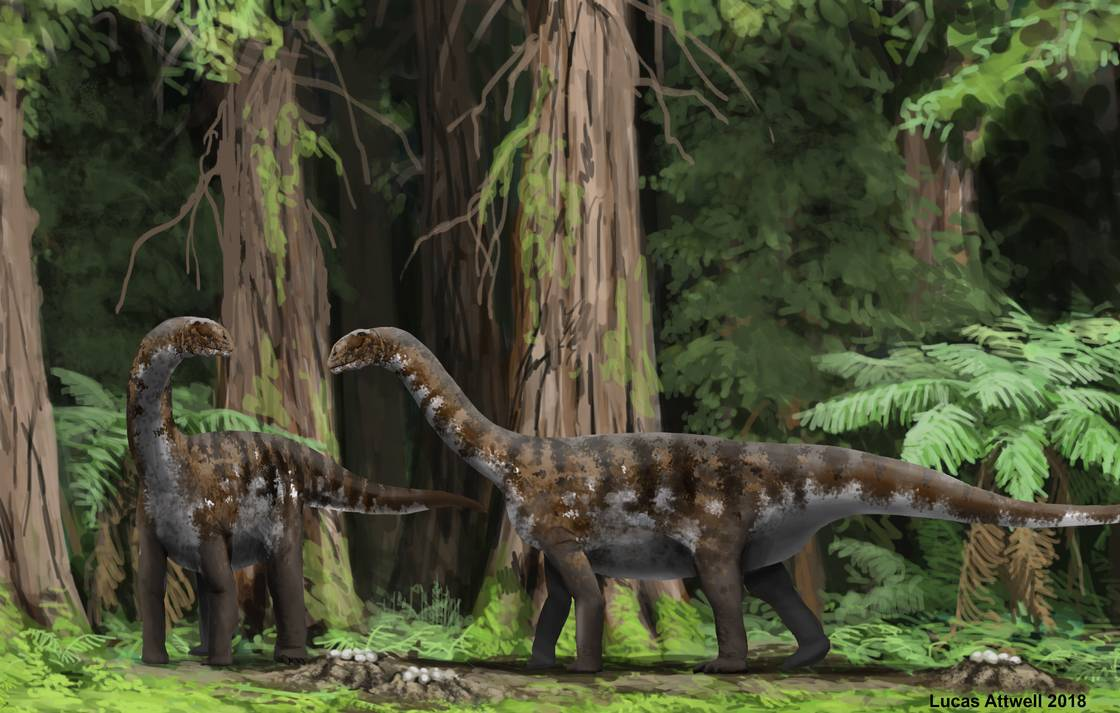
Ohmdenosaurus, evropský zástupce skupiny.

Zástupci této početné a rozmanité skupiny sauropodů žili prakticky po celém světě, jejich fosilní pozůstatky známe z území všech současných kontinentů. Spadají sem mj. také skupiny Vulcanodontidae a především pak extrémně početný klad Eusauropoda.
Mezi gravisaury tedy patřili i největší suchozemští tvorové všech dob, obří titanosaurní sauropodi s délkou až 40 metrů a hmotností přes 80 tun (například jihoamerický druh Argentinosaurus huinculensis).